# Pillow Talk (1959)
Pillow Talk is een Amerikaanse film uit 1959 onder regie van Michael Gordon met in de hoofdrollen Doris Day en Rock Hudson.
De film was een enorm succes in de bioscopen en bracht $ 18.750.000 op in de VS alleen. Ook de kritiek was ingenomen met de film en er was een Oscar voor het Beste originele script. Daarnaast waren er veel Oscarnominaties, onder andere voor Doris Day en Thelma Ritter.
Pillow Talk was de eerste van drie films waarin Doris Day en Rock Hudson samen speelden, de andere twee zijn, Lover Come Back (1961) en Send Me No Flowers (1964). Alle drie de films zijn variaties op hetzelfde thema. Ook Tony Randall is in de drie films te zien. In 2009 werd de film voor altijd geconserveerd in het National Film Registry van het Library of Congress.

## Verhaal
Jan Morrow is een succesvolle interieurontwerpster, die leeft voor haar werk. Ze heeft geen vriend, maar als haar alcoholische huishoudster hiernaar informeert, zegt ze best tevreden te zijn zonder een man. Toch is haar leven niet zonder problemen. Noodgedwongen deelt ze een telefoonlijn met de componist en playboy Brad Allen. Brad en Jan hebben elkaar nooit ontmoet, maar hebben een intense hekel aan elkaar. Elke keer als Jan wil bellen, houdt Brad de lijn bezet door met zijn vele vriendinnetjes te kletsen. Hij speelt ze ook steeds hetzelfde liefdesliedje voor, met als gevolg dat Jan het liedje uit haar hoofd kent. Een andere zorg van Jan is een klant van haar, de miljonair Jonathan Forbes. Hij aanbidt Jan, maar zij wil niets van hem weten. Wat Jan overigens niet weet is dat Forbes een kennis is van Brad en de financier van diens Broadwaycarrière. Dan slaat ook voor Jan Cupido toe. Op een avond wordt ze in een nachtclub benaderd door ene Rex Stetson, een rijke Texaan. Jan voelt zich aangetrokken tot Rex, en ze krijgen al snel een relatie. Jan weet niet dat Rex in werkelijkheid Brad Allen is, die haar heeft zien dansen en verliefd is geworden. Om zijn kansen niet bij voorbaat te verknallen, heeft hij een andere identiteit aangenomen. Als Forbes echter achter Brads maskerade komt, stuurt hij hem naar een afgelegen hut in Connecticut om nieuwe liedjes te schrijven. Brad haalt echter Jan over om met hem mee te gaan. Ongelukkig genoeg voor Brad vindt Jan een stuk papier in de hut met een voor haar bekende compositie, het liedje dat Brad altijd speelt voor zijn vriendinnetjes. Woedend spreekt ze Rex/Brad hier op aan. Als Jonathan arriveert en onthult dat Rex en Brad dezelfde personen zijn, verlaat ze de hut. Brad is echter zo verliefd geworden dat hij een nieuwe poging doet. Hij vraagt aan de baas van Jan om zijn flat opnieuw te laten inrichten. Jan kan niet weigeren. maar ze maakt er een potje van. Het appartement ziet er na de renovatie niet uit. Een woedende Brad sleurt Jan mee naar de 'plaats van de misdaad' en zegt dat hij net alles op orde had voor een huwelijk. Jan ziet nu Brad met andere ogen en ze vallen in elkaars armen.

## Rolverdeling
| Acteur        | Personage                |
| ------------- | ------------------------ |
| Rock Hudson   | Brad Allen / Rex Stetson |
| Doris Day     | Jan Morrow               |
| Tony Randall  | Jonathan Forbes          |
| Thelma Ritter | Alma                     |
| Nick Adams    | Tony Walters             |
| Julia Meade   | Marie                    |
| Allen Jenkins | Harry                    |
| Marcel Dalio  | meneer Pierot            |

## Achtergrond
Pillow Talk kwam voor Doris Day op het goede moment. Ze was inmiddels vijfendertig en het gouden tijdperk van de musicals waarin ze had geschitterd was voorbij. Tot Pillow Talk was Doris Day de ideale schoondochter geweest, het lieve buurmeisje. Met deze film sloeg ze een nieuwe richting in en werd omgetoverd in een glamoureuze vrouw. Producer Ross Hunter die haar overhaalde om de film te maken, zei later dat hij verantwoordelijk was voor het weghalen van Doris Day "uit de keuken naar de slaapkamer". Ook Rock Hudson sloeg met Pillow Talk een nieuwe weg in. Tot Pillow Talk speelde hij altijd stoere (vaak humorloze) rollen. Met Pillow Talk kwam hij voor het voetlicht als de romantische hoofdrolspeler. Overigens was Hudson niet gelijk overtuigd dat Pillow Talk goed voor hem was. Hij weigerde de rol van Brad Allen drie keer voor hij uiteindelijk toehapte.

## Productie
De film werd grotendeels opgenomen in Manhattan (New York), onder andere in Central Park. Acteur Tony Randall, die de miljonair Jonathan Forbes speelde, herinnerde zich dat hij bij de opnames van de dinerscène aan het einde van de film bewusteloos werd geslagen. In het script stond dat de restauranteigenaar hem zogenaamd moest neerslaan. De verantwoordelijk acteur 'berekende' echter zijn uithaal verkeerd en sloeg Randall knock-out. De regisseur deed alles later nog eens over, nu wel met een fictieve kaakslag, maar in montage handhaafde hij toch de echte dreun. Randall was overigens niet de enige met fysieke problemen als gevolg van de opnamen. Rock Hudson moest Doris Day in zijn armen over de straat dragen. De scène moest verscheidene keren over en zelfs voor Hudson met zijn uitstekende conditie werd dit te veel. Zijn armen begonnen dienst te weigeren. De technische ploeg construeerde daarom een draagriem om het gewicht van Day te verdelen over Hudsons schouders en armen.

## Muziek
De volgende nummers zijn in de film te horen
- "Pillow Talk" (Buddy Pepper/Inez James) gezongen door: Doris Day
- "Roly Poly" (Elsa Doran/Sol Lake) gezongen door: Doris Day, Rock Hudson en Perry Blackwell
- "Inspiration" (Joe Lubin/ I.J. Roth) gezongen door: Rock Hudson
- "I Need No Atmosphere" (Joe Lubin/I.J. Roth) gezongen door: Perry Blackwell
- "You Lied" (Joe Lubin/I.J. Roth) gezongen door: Perry Blackwell
- "Possess Me" (Joe Lubin and I.J. Roth) gezongen door: Doris Day

## Ontvangst
De film werd een hit in de bioscopen, maar daar zag het aanvankelijk niet naar uit. Producent Ross Hunter kon Pillow Talk aanvankelijk aan de straatstenen nog niet kwijt. Geen bioscoopeigenaar wilde de film inboeken, omdat men liever westerns, oorlogsfilms of grote spektakelfilms liet zien. Hunter kreeg te horen dat romantische komedies uit de mode waren. Ook vond men Doris Day inmiddels te oud en Rock Hudson een reliek van het verleden. Ross Hunter wist uiteindelijk Sol Schwartz, de eigenaar van het Palace Theatre in New York, te overhalen de film voor twee weken te boeken. Schwartz hing al de volgende dag aan de telefoon, de film was een kassucces. Alle vooroordelen tegen Pillow Talk bleken verkeerd te zijn. Het publiek smachtte juist naar een romantische komedie. Hunter was de lachende derde. Plotseling werd hij overstroomd door ongeruste bioscoopeigenaren die bang waren dat ze de film niet meer konden boeken. Nu kon hij op zijn voorwaarden de film verkopen aan de distributeurs.

## Prijzen en nominaties
Pillow Talk werd bij de Oscars genomineerd in de categorieën, Beste origineel script, Beste actrice (Doris Day), Beste vrouwelijke bijrol (Thelma Ritter), Beste Art Direction, Beste kleur en Beste muziek.